# Campylophlebia magnifica
Campylophlebia magnifica is een insect uit de familie van de vlinderhaften (Ascalaphidae), die tot de orde netvleugeligen (Neuroptera) behoort. 
Campylophlebia magnifica is voor het eerst wetenschappelijk beschreven door McLachlan in 1891.